# ديبورتيفو ألافيس ب
ديبورتيفو ألافيس ب (بالإسبانية: Deportivo Alavés B, S.A.D)‏، المعروف عادة باسم ألافيس ب (بالإسبانية: Alavés B)‏ ، هو فريق كرة قدم إسباني يقع مقره في فيتوريا غاستيز، في إقليم الباسك. تأسس الفريق في عام 1959 وهو الفريق الرديف لديبورتيفو ألافيس، ويلعب حاليًا في الدوري الإسباني الدرجة الرابعة Segunda Federación المجموعة الثانية، وتقام مبارياته على أرضه في ملعب مرفق إيبايا خوسيه لويس كومبانيون (بالإسبانية: Instalaciones de Ibaia-José Luis Compañon)‏ ، ملعب تدريب النادي الذي يتسع لـ 2500 مقعد. 
يتكون الزي الرسمي للفريق من قميص مخطط باللونين الأزرق والأبيض، وشورت أزرق وجوارب بيضاء.

## التاريخ
لقد انعكس ترتيب فريق ألافيس ب إلى حد كبير على حظوظ الفريق الأول. منذ تشكيل الفريق في الستينيات حتى أواخر التسعينيات، تنافس فريق ألافيس ب فقط في الدرجة الرابعة ( Tercera Grupo IV ) أو الخامسة ( Preferente de ÁLAVA ). حقق الفريق الصعود إلى الدرجة الثالثة (دوري الدرجة الثانية ب) في عام 1999، بعد عام من صعود الفريق الأول إلى الدوري الإسباني. بقي فريق ألافيس ب في الدرجة الثالثة لمدة سبعة مواسم، وكان عادة ما ينهي الموسم في منتصف الجدول، حتى هبوط في موسم 2005-06، وهو نفس العام الذي هبط فيه الفريق الرئيسي وسط اضطرابات اقتصادية تحت قيادة دميتري بيترمان.
خلال العقد الأول من القرن الحادي والعشرين، لم يساهم فريق ألافيس ب عمليًا بأي لاعبين في الفريق الأول، الذي كان يعتمد بشكل شبه حصري على التعاقدات الأجنبية، واستمر انحدار النادي عندما هبط الفريق الأول نفسه إلى دوري الدرجة الثانية ب (المستوي الثالث) في عام 2009، بينما هبط فريق ب مرة أخرى إلى المستوى الخامس. استغرق عودة فريق ألافيس ب موسمين فقط للعودة لمكانته في المستوى الرابع، بينما استغرق الفريق الأول أربع سنوات للصعود مرة أخرى إلى المستوى الثاني، لكنهم بعد ذلك صعدوا إلى الدوري الإسباني بعد ثلاثة مواسم أخرى بينما بقي فريق ب في Tercera División الدرجة الرابعة، صعد الفريق في موسم 2018-19 إلى الدرجة الثالثة عبر التصفيات.

## المواسم
- كفريق مزرعة

| الموسم  | الدوري                         | اسم الدوري بالإسبانية | الترتيب    | كأس ملك إسبانيا |
| ------- | ------------------------------ | --------------------- | ---------- | --------------- |
| 1961–62 | الدوري الإسباني الدرجة الرابعة | 1ª Reg.               | الخامس     |                 |
| 1962–63 | الدوري الإسباني الدرجة الرابعة | 1ª Reg.               | الرابع     |                 |
| 1963–64 | الدوري الإسباني الدرجة الرابعة | 1ª Reg.               | الثالث     |                 |
| 1964–65 | الدوري الإسباني الدرجة الرابعة | 1ª Reg.               | الثالث     |                 |
| 1965–66 | الدوري الإسباني الدرجة الرابعة | 1ª Reg.               | الوصيف     |                 |
| 1966–67 | الدوري الإسباني الدرجة الرابعة | 1ª Reg.               | الثاني عشر |                 |
| 1967–68 | الدوري الإسباني الدرجة الرابعة | 1ª Reg.               | الثامن     |                 |
| 1968–69 | الدوري الإسباني الدرجة الخامسة | 2ª Reg.               | الثامن     |                 |
| 1969–70 | الدوري الإسباني الدرجة الخامسة | 2ª Reg.               | الثامن     |                 |
| 1970–71 | لم يشارك                       | لم يشارك              | لم يشارك   |                 |
| 1971–72 | لم يشارك                       | لم يشارك              | لم يشارك   |                 |
| 1972–73 | لم يشارك                       | لم يشارك              | لم يشارك   |                 |
| 1973–74 | الدوري الإسباني الدرجة الخامسة | 2ª Reg.               | البطل      |                 |
| 1974–75 | الدوري الإسباني الدرجة الرابعة | Reg. Pref.            | الثالث عشر |                 |
| 1975–76 | الدوري الإسباني الدرجة الرابعة | Reg. Pref.            | السابع     |                 |

| الموسم  | الدوري                         | اسم الدوري بالإسبانية | الترتيب    | كأس ملك إسبانيا |
| ------- | ------------------------------ | --------------------- | ---------- | --------------- |
| 1976–77 | الدوري الإسباني الدرجة الرابعة | Reg. Pref.            | الثالث عشر |                 |
| 1977–78 | الدوري الإسباني الدرجة الخامسة | Reg. Pref.            | الثامن     |                 |
| 1978–79 | الدوري الإسباني الدرجة الخامسة | Reg. Pref.            | الثالث     |                 |
| 1979–80 | الدوري الإسباني الدرجة الرابعة | 3ª                    | الوصيف     | الدور الأول     |
| 1980–81 | الدوري الإسباني الدرجة الرابعة | 3ª                    | العاشر     | الدور الثانية   |
| 1981–82 | الدوري الإسباني الدرجة الرابعة | 3ª                    | الثامن     |                 |
| 1982–83 | الدوري الإسباني الدرجة الرابعة | 3ª                    | العشرون    | الدور الأول     |
| 1983–84 | الدوري الإسباني الدرجة الخامسة | Reg. Pref.            | الخامس     |                 |
| 1984–85 | الدوري الإسباني الدرجة الخامسة | Reg. Pref.            | السادس عشر |                 |
| 1985–86 | الدوري الإسباني الدرجة الخامسة | Reg. Pref.            | السابع عشر |                 |
| 1986–87 | الدوري الإسباني الدرجة السادسة | 1ª Reg.               | الثالث     |                 |
| 1987–88 | الدوري الإسباني الدرجة الخامسة | Reg. Pref.            | الرابع     |                 |
| 1988–89 | الدوري الإسباني الدرجة الخامسة | Reg. Pref.            | البطل      |                 |
| 1989–90 | الدوري الإسباني الدرجة الخامسة | Reg. Pref.            | الثالث     |                 |
| 1990–91 | الدوري الإسباني الدرجة الخامسة | Reg. Pref.            | الوصيف     |                 |

- كفريق احتياطي

| الموسم    | الدوري                         | اسم الدوري بالإسبانية | الترتيب    |
| --------- | ------------------------------ | --------------------- | ---------- |
| 1991–92   | الدوري الإسباني الدرجة الخامسة | Reg. Pref.            | الرابع     |
| 1992–93   | الدوري الإسباني الدرجة الخامسة | Reg. Pref.            | التاسع     |
| 1993–94   | الدوري الإسباني الدرجة الخامسة | Reg. Pref.            | البطل      |
| 1994–95   | الدوري الإسباني الدرجة الرابعة | 3ª                    | السادس عشر |
| 1995–96   | الدوري الإسباني الدرجة الرابعة | 3ª                    | السادس     |
| 1996–97   | الدوري الإسباني الدرجة الرابعة | 3ª                    | الثالث     |
| 1997–98   | الدوري الإسباني الدرجة الرابعة | 3ª                    | السابع     |
| 1998–99   | الدوري الإسباني الدرجة الرابعة | 3ª                    | الوصيف     |
| 1999–2000 | الدوري الإسباني الدرجة الثالثة | 2ª B                  | الحادي عشر |
| 2000–01   | الدوري الإسباني الدرجة الثالثة | 2ª B                  | العاشر     |
| 2001–02   | الدوري الإسباني الدرجة الثالثة | 2ª B                  | العاشر     |
| 2002–03   | الدوري الإسباني الدرجة الثالثة | 2ª B                  | الخامس     |
| 2003–04   | الدوري الإسباني الدرجة الثالثة | 2ª B                  | السادس     |
| 2004–05   | الدوري الإسباني الدرجة الثالثة | 2ª B                  | الثاني عشر |
| 2005–06   | الدوري الإسباني الدرجة الثالثة | 2ª B                  | الثامن عشر |
| 2006–07   | الدوري الإسباني الدرجة الرابعة | 3ª                    | العاشر     |
| 2007–08   | الدوري الإسباني الدرجة الرابعة | 3ª                    | الثالث عشر |
| 2008–09   | الدوري الإسباني الدرجة الرابعة | 3ª                    | التاسع عشر |
| 2009–10   | الدوري الإسباني الدرجة الخامسة | Reg. Pref.            | الخامس     |
| 2010–11   | الدوري الإسباني الدرجة الخامسة | Reg. Pref.            | الوصيف     |

| الموسم  | الدوري                         | اسم الدوري بالإسبانية | الترتيب    |
| ------- | ------------------------------ | --------------------- | ---------- |
| 2011–12 | الدوري الإسباني الدرجة الرابعة | 3ª                    | السابع عشر |
| 2012–13 | الدوري الإسباني الدرجة الرابعة | 3ª                    | الرابع عشر |
| 2013–14 | الدوري الإسباني الدرجة الرابعة | 3ª                    | الخامس     |
| 2014–15 | الدوري الإسباني الدرجة الرابعة | 3ª                    | السابع     |
| 2015–16 | الدوري الإسباني الدرجة الرابعة | 3ª                    | الثاني عشر |
| 2016–17 | الدوري الإسباني الدرجة الرابعة | 3ª                    | البطل      |
| 2017–18 | الدوري الإسباني الدرجة الرابعة | 3ª                    | الثالث     |
| 2018–19 | الدوري الإسباني الدرجة الرابعة | 3ª                    | الثالث     |
| 2019–20 | الدوري الإسباني الدرجة الثالثة | 2ª B                  | الحادي عشر |
| 2020–21 | الدوري الإسباني الدرجة الثالثة | 2ª B                  | التاسع     |
| 2021–22 | الدوري الإسباني الدرجة الخامسة | 3ª RFEF               | البطل      |
| 2022–23 | الدوري الإسباني الدرجة الرابعة | 2ª Fed.               | الوصيف     |
| 2023–24 | الدوري الإسباني الدرجة الرابعة | 2ª Fed.               | السادس     |
| 2024–25 | الدوري الإسباني الدرجة الرابعة | 2ª Fed.               |            |

- 8 مواسم في الدوري الإسباني الدرجة الثانية ب Segunda División B (الدوري الإسباني الدرجة الثالثة سابقًا)
- 3 مواسم في Segunda Federación (الدوري الإسباني الدرجة الرابعة حاليًا)
- 20 موسمًا في Tercera División (الدوري الإسباني الدرجة الرابعة سابقًا)
- موسم واحد في Tercera División RFEF (الدوري الإسباني الدرجة الخامسة سابقًا)

## تشكيلة الفريق
ملاحظة: تشير الأعلام إلى المنتخب الوطني على النحو المحدد في قواعد الأهلية للفيفا. قد يحمل اللاعبون أكثر من جنسية واحدة غير تابعة للفيفا.
| الرقم | البلد               | المركز | اللاعب         |
| ----- | ------------------- | ------ | -------------- |
| 1     | إسبانيا             | حارس   | جيزكا جارسيا   |
| 2     | إسبانيا             | مدافع  | إيجويتز مونيوز |
| 3     | إسبانيا             | مدافع  | إنيكو أورتيز   |
| 4     | مالي                | وسط    | داودا دومبيا   |
| 5     | إسبانيا             | مدافع  | ألفارو جارسيا  |
| 6     | إسبانيا             | وسط    | توماس مينديز   |
| 7     | جمهورية الدومينيكان | مهاجم  | خوسيه دي ليون  |
| 9     | البرازيل            | مهاجم  | لوكاس مورا     |
| 10    | إسبانيا             | وسط    | أندير سانشيز   |
| 11    | إسبانيا             | مهاجم  | خوانما لوبيز   |
| 14    | إسبانيا             | مدافع  | فران تافالا    |
| 15    | إسبانيا             | مدافع  | أدريان بيكا    |
| 16    | إسبانيا             | وسط    | ماركيل رويز    |

| الرقم | البلد    | المركز | اللاعب            |
| ----- | -------- | ------ | ----------------- |
| 17    | إسبانيا  | وسط    | جولين لارتيتيجي   |
| 18    | إسبانيا  | مهاجم  | دييغو مورسيلو     |
| 19    | إسبانيا  | مهاجم  | ايمار جونزاليس    |
| 20    | فرنسا    | وسط    | إميليان ماكاني    |
| 21    | إسبانيا  | مهاجم  | اندوني ارزاق      |
| 23    | إسبانيا  | مدافع  | أليخاندرو جاي     |
| 24    | إسبانيا  | مدافع  | زانيت أولايز      |
| 25    | كندا     | حارس   | جريجوار سويديرسكي |
| 26    | البرازيل | وسط    | إدواردو فونتانا   |
| 27    | إسبانيا  | وسط    | لاندر بينيلوس     |
| 28    | بلغاريا  | مهاجم  | دانييل ليوبوميروف |
| 31    | إسبانيا  | حارس   | روبن مونتيرو      |

### الفريق الاحتياطي
ملاحظة: تشير الأعلام إلى المنتخب الوطني على النحو المحدد في قواعد الأهلية للفيفا. قد يحمل اللاعبون أكثر من جنسية واحدة غير تابعة للفيفا.
| الرقم | البلد   | المركز | اللاعب      |
| ----- | ------- | ------ | ----------- |
| 35    | إسبانيا | مدافع  | جورجي جوميز |

## الأوسمة
- الدوري الإسباني الدرجة الرابعة Tercera División
  - الأبطال (1): 2016–17
- بطولة الباسك للاتحاد الاسباني لكرة القدم RFEF Basque tournament
  - البطل (3): 2015–16، 2016–17، 2017–18

## لاعبين بارزين
- أنخيل سانشيز مارتن
- خافيير كاربيو
- خوان بابلو كوليناس
- أوسكار دي ماركوس
- إيناكي غارمنديا
- سيرجيو ياماس
- خوان كروز اوشوا
- أندريا أورلاندي
- روبين بيريز
- سيرجيو بيريز
- اجناسيو رودريغيز
- آسيير سالسيدو
- خوسو ساريجي
- فيرناندو سواني
- غايزكا توكويرو
- ميكيل فيسغا